# Guillermo Méndez
Pour les articles homonymes, voir Méndez.
Guillermo Andrés Méndez Aguilera est un footballeur uruguayen né le 26 août 1994. Il évolue au poste de milieu de terrain à l'Unión de Santa Fe.

## Palmarès

### En équipe nationale
- Équipe d'Uruguay des moins de 17 ans
  - Deuxième du Championnat des moins de 17 ans de la CONMEBOL en 2011
    - Finaliste de la Coupe du monde des moins de 17 ans en 2011